# آیاندا پاتوسی
آیاندا پاتوسی (انگلیسی: Ayanda Patosi؛ زادهٔ ۳۱ اکتبر ۱۹۹۲) بازیکن فوتبال اهل آفریقای جنوبی است که در پست هافبک هجومی بازی می‌کند.

## دوران باشگاهی

### شروع فوتبال و حضور در بلژیک
آیاندا متولد منطقه کایلیتشا در کیپ‌تاون است. او در ۳۱ اکتبر ۱۹۹۲ به دنیا آمد و در ۱۱ سالگی پدرش را از دست داد. پاتوسی فوتبال را در مرکز ASD کیپ‌تاون آموخت و فصل ۱۱–۲۰۱۰ را در این مرکز سپری کرد؛ او در ۱۷ سالگی، همراه با این مدرسه فوتبال به یک تور فوتبالی در بلژیک رفت و با تیم خنک چند جلسه‌ای تمرین کرد. او سرانجام در مه ۲۰۱۱ زمانی که ۱۷ سال داشت مورد توجه مسئولان باشگاه لوکرن بلژیک قرار گرفت و به این تیم پیوست. همان زمان بود که از او به‌عنوان یکی از ستاره‌های آتی بافانا بافانا یاد کردند.
نخستین فصل حضور پاتوسی در لوکرن فصل ۱۲–۲۰۱۱ فوتبال اروپا بود که وی با ورودش به این تیم بلژیکی در این فصل شماره ۲۴ تیم را برتن کرد. نخستین بازی رسمی پاتوسی برای لوکرن در اولین هفته لیگ برتر فوتبال بلژیک مقابل زولته وارخم بود که در تاریخ ۳۰ ژولای ۲۰۱۱ انجام شد و با تساوی ۰–۰ دو تیم به پایان رسید؛ وی در این دیدار در دقیقه ۸۵ به جای ایوان لکو وارد زمین شد. پاتوسی درحالی نخستین بازی خود را در این لیگ معتبر اروپایی انجام داد که فقط ۱۸ سال و ۸ ماه و ۳۰ روز سن داشت تا به این ترتیب در اوج جوانی خود را در کوران مسابقات لیگ بلژیک ببیند. آیاندا در هفته‌های ابتدایی آن لیگ گاه به گاه به صورت یار تعویضی برای تیمش بازی کرد تا ۲۱ سپتامبر ۲۰۱۱ که در بازی مقابل اوپن در جام حذفی که با برتری ۳–۰ لوکرن به پایان رسید برای اولین بار در ترکیب ابتدایی تیمش قرار گرفت. بازی خوب او در این دیدار به علاوه تأثیرگذاری وی در بازی‌هایی که به عنوان بازیکن تعویضی وارد زمین می‌شد موجب شد تا پاتوسی با همان سن کم در اولین فصل حضورش در بلژیک به ترکیب اصلی لوکرن برسد و هفته‌های پایانی لیگ و همچنین پلی‌اف‌های آن را ترکیب اولیه تیمش به میدان برود. وی در آن مقطع در مصاحبه‌ای با رسانهٔ kickoff از زندگی در کشور بلژیک ابراز رضایت و آرزوی خود را بازی برای تیم ملی آفریقای جنوبی اعلام کرد.
پاتوسی در مجموعه رقابت‌های آن فصل ۲۶ بازی برای لوکرن انجام داد که ۱۲ تای آن‌ها حضور در ترکیب اولیه و مابقی ورود به عنوان یار تعویضی بود، او ۳ گل نیز در آن فصل به ثمر رساند. دستاورد مهم پاتوسی در این فصل قهرمانی در جام حذفی فوتبال بلژیک همراه با لوکرن بود؛ این قهرمانی نخستین قهرمانی لوکرن در یکی از رقابت‌های سطح اول فوتبال بلژیک در طول تاریخ خود بود که پاتوسی علی‌رغم سن کم خود از عوامل مهم شکل‌گیری آن بود.

### ادامهٔ درخشش در لوکرن
فصل ۱۳–۲۰۱۲ یعنی دومین فصل حضور پاتوسی در لوکرن زمانی بود برای اثبات توانایی‌های وی؛ پاتوسی در این فصل به مهره ثابت و تأثیرگذار لوکرن در همه رقابت‌ها تبدیل شد و علاوه بر این که در اکثر بازی‌های لیگ در ترکیب اولیه تیم قرار داشت بازی در لیگ اروپا را نیز در ۱۹ سالگی تجربه کرد. نخستین بازی قاره‌ای پاتوسی مقابل ویکتوریا پلزن در پلی‌اف لیگ اروپا بود که وی ۷۵ دقیقه در آن بازی کرد و از عوامل پیروزی ۲–۱ تیمش بود. حاصل ۲۶ بازی پاتوسی در رقابت‌های مختلف برای لوکرن در این فصل ۷ گل و ۴ پاس گل بود که یکی از این پاس گل‌ها در بازی مقابل اندرلشت در سوپر جام بلژیک در سال ۲۰۱۲ بود.
در سومین فصل حضور پاتوسی در لوکرن تعداد بازی‌های وی برای این تیم باز هم افزایش یافت تا هم محبوبیت و جایگاه وی در لوکرن تثبیت شود و هم گوردون ایگسوند، سرمربی وقت تیم ملی آفریقای جنوبی برای استفاده از وی در ترکیب تیم ملی ترغیب شود. در پایان این فصل بار دیگر و تیم لوکرن توانست با برتری ۱–۰ مقابل زولته وارخم در فینال جام حذفی، قهرمان این رقابت‌ها شود تا هر دو افتخار قابل توجه در تاریخ خود را با تأثیرگذاری پاتوسی به دست بیاورد.
در فصل ۱۵–۲۰۱۴ یعنی چهارمین فصل حضور پاتوسی در لوکرن، شماره ۱۰ این تیم به وی اختصاص یافت تا بیش‌از پیش جایگاه و تأثیرگذاری وی در تیم نمایان شود. پاتوسی در این فصل فقط در رقابت‌های لیگ و پلی‌اف‌های آن ۱۲ پاس گل برای هم‌تیمی‌های خود داد که همین موجب شد با اختلاف بهترین پاسور تیمش و یکی از بهترین پاسورهای فوتبال بلژیک در آن فصل لقب بگیرد. او در این فصل باز هم بازی در لیگ اروپا را تجربه کرد و حتی در ۶ نوامبر ۲۰۱۴ در جریان تساوی ۱–۱ لوکرن مقابل ترابزون‌اسپور برای تیمش گل‌زنی کرد.
پاتوسی در پنجمین فصل حضور خود در لوکرن باز هم بهترین پاس گل دهندهٔ تیمش شد و با ۷ پاس گل، مشترکاً با لئون بیلی و آنتونی ناکارت در ردهٔ سوم بهترین پاسورهای لیگ برتر فوتبال بلژیک قرار گرفت.
فصل ۱۷–۲۰۱۶ ششمین و آخرین فصل حضور پاتوسی در بلژیک بود، وی که در این سال‌ها پرفروغ ظاهر شده بود و با ۲ قهرمانی در جام حذفی و ۲ نائب قهرمانی در سوپر جام بلژیک همراه با یک تیم نه چندان قوی در این کشور کارنامه نسبتاً موفقی بر جا گذاشته بود در پایان این فصل با اتمام قراردادش در ژولای ۲۰۱۷ به آفریقای جنوبی برگشت تا به تیم تازه تأسیس شهرش، کیپ‌تاون سیتی بپیوندد.

### بازگشت به آفریقای جنوبی
پاتوسی ۶ سال همراه تیم لوکرن بود و نهایتاً در ۲۴ سالگی به کیپ‌تاون سیتی پیوست. این تیم تنها یک سال پیش‌از آن یعنی در سال ۲۰۱۶ تأسیس شده بود و مالکان متمول آن می‌خواستند با صرف هزینه‌های گزاف با کنار زدن آژاکس کیپ‌تاون به قدرت اول فوتبال آفریقای جنوبی و از قدرت‌های قاره آفریقا تبدیل شوند، در همین راستا اتمام قرارداد پاتوسی با لوکرن را فرصت مناسبی دیدند تا یکی از بهترین بازیکنان اهل آفریقای جنوبی را به خدمت بگیرند و پروژه خود را استارت بزنند. تیم کیپ‌تاون در آن سال علاوه بر پاتوسی چند بازیکن مطرح دیگر از جمله تیکو مودیس، ستاره تیم ملی آفریقای جنوبی در جام جهانی ۲۰۱۰ آفریقای جنوبی، را به خدمت گرفتند.
پاتوسی نخستین بازی رسمی خود را برای کیپ‌تاون در تاریخ ۱۲ اوت ۲۰۱۷ در بازی مقابل پولوکوین سیتی در رقابت‌های جام ام‌تی‌ان ۸ انجام داد، وی در این بازی در دقیقهٔ ۶۶ به جای سایبیسوسو ماسینا وارد زمین شد. چند روز بعد در ۲۳ اوت، پاتوسی در بازی مقابل پلاتینیوم استارز برای نخستین بار در ترکیب اصلی کیپ‌تاون قرار گرفت و در همان بازی نیز در دقیقه ۶۱ توانست نخستین گل خود را برای این تیم به ثمر برساند؛ این بازی از سری رقابت‌های هفته دوم لیگ برتر آفریقای جنوبی ۱۸–۲۰۱۷ برگزار شده بود. دستاورد پاتوسی و هم‌بازیانش در پایان این فصل نائب قهرمانی در جام ام‌تی‌ان ۸ و پنجمی در لیگ برتر آفریقای جنوبی بود.
پاتوسی در فصل ۱۹–۲۰۱۸ نیز از بازیکنان فیکس کیپ‌تاون بود، شاید بتوان گفت نقطهٔ عطف وی در این فصل بازی مقابل اورلاندو پایرتس در هفته چهاردهم لیگ بود که پاتوسی در ۷ دقیقه دبل کرد و هنگامی که تیمش ۲–۰ عقب بود به تنهایی حساب کار را ۲–۲ کرد. پاتوسی در همان نیم‌فصل اول توانست همراه با کیپ‌تاون قهرمان جام ام‌تی‌ان ۸ شود تا حضورش در فوتبال آفریقا بدون جام به پایان نرسد. پاتوسی در پنجره نقل و انتقالاتی زمستان همان فصل مورد توجه باشگاه ایرانی استقلال تهران قرار گرفت و پس از تأیید کیپ‌تاون سیتی با قراردادی قرضی که بند خرید دائم نیز دارد راهی ایران شد. صفحهٔ رسمی باشگاه کیپ‌تاون در توئیتر با ارائه توضیح زیر این انتقال را تأیید کرد:
باشگاه کیپ تاون سیتی و استقلال، قهرمان دو دوره لیگ قهرمانان آسیا، بر سر انتقال آیاندا پاتوسی به توافق دست یافتند.

### استقلال

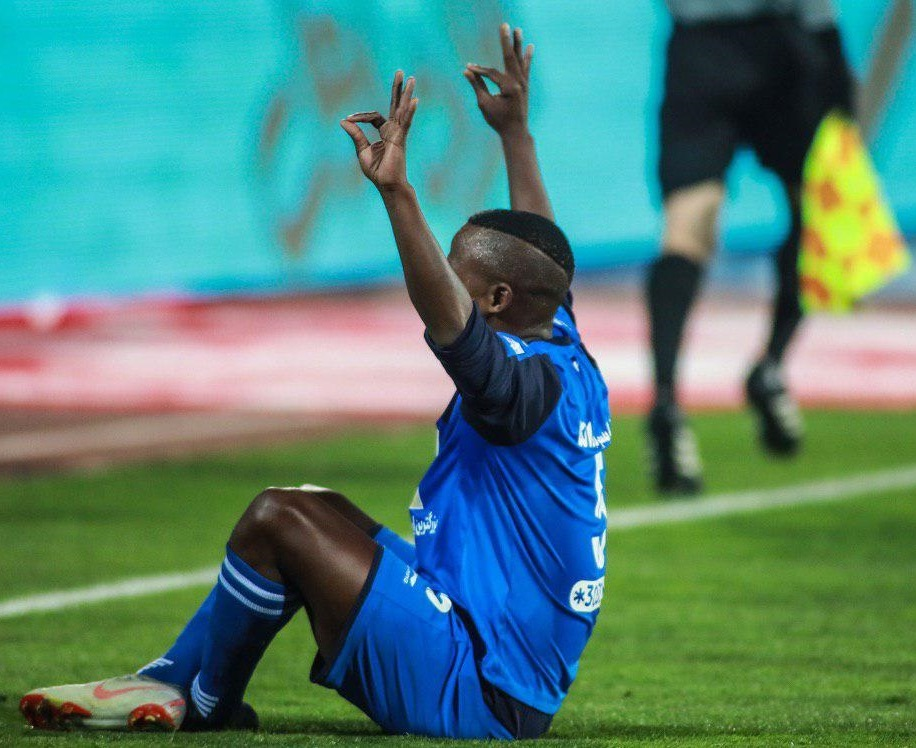
شادی بعد از گل پاتوسی، پس از نخستین گلش برای استقلال مقابل پارس جنوبی جم

پیوستن پاتوسی به استقلال با حواشی مختلفی در فوتبال ایران همراه شد چرا که بنا بر یکی از آیین‌نامه‌های سازمان لیگ فوتبال ایران بازیکنان خارجی که می‌خواهند جذب تیم‌های ایرانی شوند باید شرایط خاصی را داشته باشند که در وهله اول ظاهراً پاتوسی هیچ‌یک از این شرایط را نداشت اما پس از استعلام فدراسیون فوتبال ایران از فدراسیون فوتبال آفریقای جنوبی مشخص شد پاتوسی با دعوت شدن به اردوی تیم ملی آفریقای جنوبی شرایط لازم برای بازی در لیگ برتر فوتبال ایران را احراز می‌کند؛ همچنین استناد به تبصره‌ای در آیین‌نامه مذکور که حق تجدیدنظر در موارد خاص را به هیئت رئیسه فدراسیون و سازمان لیگ داده بود موجب شد کارت بازی پاتوسی نیز مانند کیروس استنلی (که با وضعیتی مشابه پاتوسی پیش از این به) صادر شود.
طولانی شدن روند صدور کارت بازی پاتوسی موجب شد وی پس از پیوستن به استقلال دو بازی ابتدایی تیمش مقابل پیکان و تراکتورسازی را از دست بدهد و نتواند برای استقلال به میدان برود. پس از صدور کارت بازی پاتوسی نخستین بازی او، دیدار مقابل پارس جنوبی جم بود که وی از ابتدا در ترکیب استقلال قرار گرفت؛ وی در این بازی یکی از دو گل استقلال را به ثمر رساند و با ارسال خود و گل‌به‌خودی بازیکن حریف روی گل دیگر نیز تأثیرگذار بود تا بهترین بازیکن زمین در نخستین بازی خود برای استقلال باشد. شروع رؤیایی پاتوسی با لباس استقلال در دومین بازی وی برای این تیم نیز ادامه پیدا کرد، او در بازی مقابل ذوب‌آهن که با نتیجه ۳–۰ به نفع استقلال به پایان رسید نیز در ترکیب اولیه قرار گرفت و ضمن گل‌زنی در این دیدار پاس یکی دیگر از گل‌ها را از روی کرنر برای محمد دانشگر ارسال کرد و گل دیگر نیز فرشید اسماعیلی از روی ریباند شوت وی به ثمر رساند. بدین ترتیب پاتوسی روی هر ۵ گلی که استقلال در این دو مسابقه به ثمر رساند تأثیر مستقیم داشت و در دو بازی ابتدایی خود برای این تیم بهترین بازیکن میدان شد.
او در سومین بازی خود برای استقلال که در ۹ اسفند مقابل فولاد خوزستان برگزار شد نیز موفق به گل‌زنی تا آمار فوق‌العاده ۳ گل و ۲ پاس گل را در ۳ بازی ابتدایی خود برای استقلال ثبت کند؛ وی در این دیدار تنها چند دقیقه پس از اینکه تیمش گل مساوی را دریافت کرد، توانست با پاس گادوین منشا حساب کار را ۲–۱ به نفع تیمش کند، استقلال در نهایت توانست با نتیجه ۳–۱ در این مسابقه پیروز شود. در این مقطع و پس از ۳ بازی درخشان بود که ژرژ لیکنز، سرمربی وقت تراکتورسازی تبریز به تمجید از وی پرداخت؛ لیکنز که در فصل ۱۶–۲۰۱۵ یعنی پنجمین فصل حضور پاتوسی در لوکرن سرمربی این تیم بود، عملکرد پاتوسی در استقلال را حتی بهتر از زمانی خواند که وی شاگرد لیکنز در بلژیک بود و در پایان فصل در رتبهٔ سومین پاسور برتر فوتبال بلژیک قرار گرفت.
پاتوسی نخستین بازی قاره‌ای خود برای استقلال را در هفتهٔ اول لیگ قهرمانان آسیا ۲۰۱۹ مقابل الدحیل و در تاریخ ۱۴ اسقند انجام داد؛ در این دیدار تیم الدحیل که از توانایی‌های پاتوسی با خبر بود توانست با مهار وی تأثیرگذاری‌اش را کم‌تر کند، در این بازی برای نخستین بار پاتوسی نتوانست برای استقلال گل‌زنی کند.
روند گل و پاس گل‌ها پاتوسی در چهار بازی قطع شد هر چند او از بهترین بازیکن‌ها تیمش در این بازی‌ها بود و در بازی با نساجی زمینه‌ساز گل مرتضی تبریزی به نساجی بود
در بازی با الهلال عربستان در هفته سوم لیگ قهرمانان آسیا پاتوسی پاس گل اول تیمش را داد و پایه‌گذار گل دوم بود که با برتری دو بر یک استقلال خاتمه یافت، در بازی بعدی استقلال مقابل سپاهان گل سالم علی کریمی با پاس گل پاتوسی به اشتباه مردود اعلام شد تا اینکه در دقیقه نود و هشت بازی و در آخرین لحظات این بازی حساس پاتوسی به زیبایی گل سه امتیازی تیمش را به ثمر رساند
در بازی استقلال و ماشین‌سازی در هفته بیست و ششم مهدی قائدی موفق شد با پاس گل پاتوسی تک گل سه امتیازی تیمش را به ثمر برساند

## دوران ملی
پاتوسی در مارس ۲۰۱۲ از طرف انیل اکونکا، ستاره سابق فوتبال آفریقای جنوبی به عنوان یکی از ستارگان آینده تیم ملی فوتبال آفریقای جنوبی خوانده شد. در نوامبر ۲۰۱۲ از او خواسته شد در جمع اعضای تیم ملی حضور یابد اما نخستین دعوت رسمی از وی در دسامبر ۲۰۱۲ بود. پاتوسی نخستین بازی ملی رسمی خود برای تیم ملی آفریقای جنوبی در ۱۲ اکتبر ۲۰۱۳ در دیداری دوستانه مقابل مراکش انجام داد.
در دسامبر ۲۰۱۴ نام پاتوسی در لیست اولیهٔ تیم ملی آفریقای جنوبی برای شرکت در جام ملت‌های آفریقا ۲۰۱۵ به چشم می‌خورد اما در نهایت وی یکی از ۲۳ نفر منتخب سرمربی تیم برای حضور در این رقابت‌ها نبود. پاتوسی پس از آن نیز دوباره به تیم ملی دعوت شد و علاوه بر چند بازی دوستانه در رقابت‌های مقدماتی جام ملت‌های آفریقا ۲۰۱۷ به میدان رفت. یکی از این بازی‌های دوستانه دیدار مقابل قهرمان وقت جهان، تیم ملی اسپانیا در نوامبر ۲۰۱۳ بود که پاتوسی در آن برای دقایقی بازی کرد. یکی دیگر از این دیدارهای دوستانه، بازی مقابل پرافتخارترین تیم ملی دنیا، تیم ملی برزیل بود که در ۵ مارس ۲۰۱۵ انجام شد و با نتیجه ۵–۰ به نفع برزیل به پایان رسید؛ پاتوسی در این دیدار در دقیقه ۶۲ به جای برنارد پارکر وارد زمین شد؛ در این دیدار برزیل با ترکیب اصلی خود و حضور بازیکنان سرشناسی از جمله نیمار، مارسلو، تیاگو سیلوا و داوید لوییس شرکت کرد.

### فهرست بازی‌های ملی
آیاندا پاتوسی تاکنون در ۱۲ بار برای تیم ملی فوتبال آفریقای جنوبی به میدان رفته است
| #   | حریف      | تاریخ برگزاری | مکان برگزاری                                       | رقابت                          | دقایق حضور    | نتیجه دیدار | توضیحات                                                                          |
| --- | --------- | ------------- | -------------------------------------------------- | ------------------------------ | ------------- | ----------- | -------------------------------------------------------------------------------- |
| ۱.  | مراکش     | ۲۰۱۳-۱۰-۱۱    | ورزشگاه ادرار، اگادیر، مراکش                       | بازی دوستانه                   | ۳۱            | ۱-۱         |                                                                                  |
| ۲.  | اسپانیا   | ۲۰۱۳-۱۱-۱۹    | ورزشگاه اف‌ان‌بی، ژوهانسبورگ، آفریقای جنوبی          | بازی دوستانه                   | وقت‌های تلف‌شده | ۰-۱         |                                                                                  |
| ۳.  | برزیل     | ۲۰۱۴-۰۳-۰۵    | ورزشگاه اف‌ان‌بی، ژوهانسبورگ، آفریقای جنوبی          | بازی دوستانه                   | ۲۸            | ۵-۰         |                                                                                  |
| ۴.  | استرالیا  | ۲۰۱۴-۰۵-۲۶    | ورزشگاه استرالیا، پارک المپیک سیدنی، استرالیا      | بازی دوستانه                   | ۶۵            | ۱-۱         | پاتوسی در دقیقه ۱۳ روی پاس توکلو رانتی تک گل تیمش را به ثمر رساند.               |
| ۵.  | نیوزیلند  | ۲۰۱۴-۰۵-۳۰    | ورزشگاه مونت اسمارت، آوکلند، نیوزیلند              | بازی دوستانه                   | ۷۱            | ۰-۰         |                                                                                  |
| ۶.  | اسواتینی  | ۲۰۱۵-۰۳-۲۵    | ورزشگاه ملی سومهللو، لوبامبا، سوازیلند             | بازی دوستانه                   | ۵۵            | ۳-۱         |                                                                                  |
| ۷.  | گامبیا    | ۲۰۱۵-۰۶-۱۳    | ورزشگاه موسی مابیدا، دوربان، آفریقای جنوبی         | مقدماتی جام ملت‌های آفریقا ۲۰۱۷ | کامل          | ۰-۰         |                                                                                  |
| ۸.  | آنگولا    | ۲۰۱۵-۰۶-۱۶    | ورزشگاه کیپ‌تاون، کیپ‌تاون، آفریقای جنوبی            | بازی دوستانه                   | ۸۹            | ۱-۲         | پاتوسی در دقیقه ۶۸ روی پاس بونگی ان‌تولی گل دوم و پیروزی‌بخش تیمش را به ثمر رساند. |
| ۹.  | کاستاریکا | ۲۰۱۵-۱۰-۰۸    | ورزشگاه ادگاردو بالتودانو، لیبریا، کاستاریکا       | بازی دوستانه                   | ۳             | ۱-۰         |                                                                                  |
| ۱۰. | هندوراس   | ۲۰۱۵-۱۰-۱۳    | ورزشگاه المپیکو متروپلیتانو، سن پدرو سولا، هندوراس | بازی دوستانه                   | ۶۲            | ۱-۱         |                                                                                  |
| ۱۱. | غنا       | ۲۰۱۶-۱۰-۱۱    | ورزشگاه موسی مابیدا، دوربان، آفریقای جنوبی         | بازی دوستانه                   | ۶۰            | ۱-۱         | پاتوسی در دقیقه ۵۱ روی پاس سیبوسیو ویلاکازی تک گل تیمش را به ثمر رساند.          |
| ۱۲. | موزامبیک  | ۲۰۱۶-۱۱-۱۵    | استودیو دو زیمپتو، ماپوتو، موزامبیک                | بازی دوستانه                   | ۲۶            | ۱-۱         |                                                                                  |

1. ↑  بدون احتساب وقت‌های تلف شده (دقیقه ورود-۹۰)
2. ↑  عدد پررنگ تعداد گل‌های آفریقای جنوبی است

## زندگی شخصی
پاتوسی که اصالتی از نژاد بانتو دارد در سال ۱۹۹۲ در کایلیتشا متولد شد و در سال ۲۰۰۳ یعنی زمانی که ۱۱ ساله بود پدر خود را از دست داد و تا پیش از مهاجرت به بلژیک نزد مادر خود، نامبوللو پاتوسی، زندگی می‌کرد. وی همچنین یک برادر به نام لویاندا دارد.
یکی از حوادث مهم زندگی شخصی پاتوسی در ۷ ژوئن ۲۰۱۴ اتفاق افتاد؛ زمانی که وی برای شرکت در اردوی تیم ملی راهی کشورش شده بود و در محله گوگولثو در حال رانندگی بود به همراه خودرواش ربوده شد؛ با این حال پاتوسی توانست از دست آدم ربایان فرار کند و جان خود را نجات دهد، وی پس از این حادثه دربارهٔ آن گفت:
خوشحالم زنده هستم و مشکلی برایم به وجود نیامد. من از فرصت استفاده کردم و بدون‌اینکه چیزی بگویم فرار کردم و دویدم.

## سبک بازی
پاتوسی در تنظیم زمانبندی و حمله به دروازه برای گلزنی بی‌نظیر عمل می‌کند و در پرس به بازیکنان صاحب توپ حریف هم عالی است. بازی‌خوانی خوب او و استفاده مناسب از فضاها نشان داد که گلزنی‌های این بازیکن اتفاقی نیست.— محمد تقوی، یادداشتی در ایران ورزشی
پاتوسی توانایی بازی در پست‌های وینگر چپ و راست و هافبک هجومی را داراست؛ وی در بلژیک و آفریقای جنوبی بیشتر در پست وینگر چپ به بازی گرفته می‌شد ولی در استقلال با بازی در پست هافبک هجومی نقش طراحی حملات و نظم دادن به ساختار بازی تیم را بر عهده گرفت، هرچند عملاً علاوه بر طراحی حملات با حضور به موقع در محوطه جریمه حریف در امر گلزنی نیز مؤثر واقع می‌شد. محمد تقوی، مربی و تحلیلگر فوتبال، دربارهٔ سبک بازی پاتوسی بیان می‌دارد هوش بالا و بازی‌خوانی وی موجب می‌شود تا او به عنوان یک هافبک بتواند با اضافه شدن به موقع در حملات تیم آمار گلزنی قابل توجهی ثبت کند.
وی در ارسال ضربات ایستگاهی مهارت بالایی دارد.

## آمار حرفه‌ای

### باشگاهی
به‌روز شده در: ۳ ژوئن ۲۰۲۲
| باشگاه              | فصل                 | لیگ                 | لیگ  | لیگ | جام حذفی | جام حذفی | لیگ کاپ (در برخی کشورها) | لیگ کاپ (در برخی کشورها) | قاره‌ای | قاره‌ای | سایر | سایر | مجموع | مجموع |
| باشگاه              | فصل                 | دسته                | بازی | گل  | بازی     | گل       | بازی                     | گل                       | بازی   | گل     | بازی | گل   | بازی  | گل    |
| ------------------- | ------------------- | ------------------- | ---- | --- | -------- | -------- | ------------------------ | ------------------------ | ------ | ------ | ---- | ---- | ----- | ----- |
| لوکرن               | ۲۰۱۲–۲۰۱۱           | لیگ بلژیک           | ۲۳   | ۲   | ۳        | ۱        | _                        | _                        | _      | _      | _    | _    | ۲۶    | ۳     |
| لوکرن               | ۲۰۱۳–۲۰۱۲           | لیگ بلژیک           | ۲۲   | ۷   | ۱        | ۰        | _                        | _                        | ۲      | ۰      | ۱    | ۰    | ۲۶    | ۷     |
| لوکرن               | ۲۰۱۴–۲۰۱۳           | لیگ بلژیک           | ۳۱   | ۲   | ۶        | ۰        | _                        | _                        | _      | _      | _    | _    | ۳۷    | ۲     |
| لوکرن               | ۲۰۱۵–۲۰۱۴           | لیگ بلژیک           | ۲۸   | ۳   | ۴        | ۰        | _                        | _                        | ۳      | ۱      | ۰    | ۰    | ۳۵    | ۳     |
| لوکرن               | ۲۰۱۶–۲۰۱۵           | لیگ بلژیک           | ۳۳   | ۷   | ۲        | ۰        | _                        | _                        | _      | _      | _    | _    | ۳۵    | ۲     |
| لوکرن               | ۲۰۱۷–۲۰۱۶           | لیگ بلژیک           | ۸    | ۰   | ۱        | ۰        | _                        | _                        | _      | _      | _    | _    | ۹     | ۰     |
| مجموع لوکرن         | مجموع لوکرن         | مجموع لوکرن         | ۱۴۵  | ۲۱  | ۱۷       | ۱        | _                        | _                        | ۵      | ۱      | ۱    | ۰    | ۱۶۸   | ۲۳    |
| کیپ‌تاون سیتی        | ۲۰۱۸–۲۰۱۷           | لیگ آفریقای جنوبی   | ۱۸   | ۴   | ۳        | ۱        | ۱                        | ۰                        | —      | —      | ۳    | ۱    | ۲۵    | ۶     |
| کیپ‌تاون سیتی        | ۲۰۱۹–۲۰۱۸           | لیگ آفریقای جنوبی   | ۱۴   | ۴   | ۱        | ۰        | ۱                        | ۰                        | —      | —      | ۴    | ۰    | ۲۰    | ۴     |
| مجموع کیپ تاون سیتی | مجموع کیپ تاون سیتی | مجموع کیپ تاون سیتی | ۳۲   | ۸   | ۴        | ۱        | ۲                        | ۰                        | _      | _      | ۷    | ۱    | ۴۵    | ۱۰    |
| استقلال             | ۲۰۱۹–۲۰۱۸           | لیگ برتر            | ۱۲   | ۴   | ۰        | ۰        | _                        | _                        | ۵      | ۰      | _    | _    | ۱۷    | ۴     |
| مجموع استقلال       | مجموع استقلال       | مجموع استقلال       | ۱۲   | ۴   | ۰        | ۰        | _                        | _                        | ۵      | ۰      | _    | _    | ۱۷    | ۴     |
| بنی یاس             | ۲۰۱۹–۲۰۲۰           | لیگ ستارگان         | ۹    | ۱   | ۵        | ۱        | ۰                        | ۰                        | ۰      | ۰      | ۰    | ۰    | ۱۴    | ۲     |
| مجموع بنی یاس       | مجموع بنی یاس       | مجموع بنی یاس       | ۹    | ۱   | ۵        | ۱        | ۰                        | ۰                        | ۰      | ۰      | ۰    | ۰    | ۱۴    | ۲     |
| فولاد               | ۲۰۱۹–۲۰۲۰           | لیگ برتر            | ۵    | ۲   | ۰        | ۰        | _                        | _                        | ۰      | ۰      | _    | _    | ۵     | ۲     |
| فولاد               | ۲۰۲۰–۲۰۲۱           | لیگ برتر            | ۲۷   | ۵   | ۴        | ۱        | _                        | _                        | ۷      | ۱      | _    | _    | ۳۸    | ۷     |
| فولاد               | ۲۰۲۱–۲۰۲۲           | لیگ برتر            | ۲۳   | ۶   | ۲        | ۱        | _                        | _                        | ۴      | ۱      | ۱    | ۰    | ۳۰    | ۷     |
| مجموع فولاد         | مجموع فولاد         | مجموع فولاد         | ۵۵   | ۱۳  | ۶        | ۲        | _                        | _                        | ۱۱     | ۲      | ۱    | ۰    | ۷۳    | ۱۷    |
| مجموع آمار          | مجموع آمار          | مجموع آمار          | ۲۵۳  | ۴۷  | ۳۲       | ۵        | ۲                        | ۰                        | ۲۱     | ۳      | ۹    | ۱    | ۳۱۷   | ۵۳    |

1. ↑  شامل لیگ بلژیک و پلی‌آف لیگ‌های اروپایی
2. 1 2  بازی در لیگ اروپا
3. 1 2  بازی در سوپر جام
4. 1 2  بازی در جام ام‌تی‌ان ۸
5. ↑  بازی در سوپر جام

### پاس گل‌ها در لیگ
به‌روز شده در: ۳ ژوئن ۲۰۲۲
| تیم                 | لیگ                    | فصل                 | پاس گل |
| ------------------- | ---------------------- | ------------------- | ------ |
| لوکرن               | لیگ برتر بلژیک         | ۲۰۱۲–۲۰۱۱           | ۲      |
| لوکرن               | لیگ برتر بلژیک         | ۲۰۱۳–۲۰۱۲           | ۳      |
| لوکرن               | لیگ برتر بلژیک         | ۲۰۱۴–۲۰۱۳           | ۴      |
| لوکرن               | لیگ برتر بلژیک         | ۲۰۱۵–۲۰۱۴           | ۱۲     |
| لوکرن               | لیگ برتر بلژیک         | ۲۰۱۶–۲۰۱۵           | ۸      |
| لوکرن               | لیگ برتر بلژیک         | ۲۰۱۷–۲۰۱۶           | ۲      |
| مجموع لوکرن         | مجموع لوکرن            | مجموع لوکرن         | ۳۱     |
| کیپ‌تاون سیتی        | لیگ برتر آفریقای جنوبی | ۲۰۱۸–۲۰۱۷           | ۳      |
| کیپ‌تاون سیتی        | لیگ برتر آفریقای جنوبی | ۲۰۱۹–۲۰۱۸           | ۲      |
| مجموع کیپ تاون سیتی | مجموع کیپ تاون سیتی    | مجموع کیپ تاون سیتی | ۵      |
| استقلال             | لیگ برتر خلیج فارس     | ۲۰۱۹–۲۰۱۸           | ۲      |
| مجموع استقلال       | مجموع استقلال          | مجموع استقلال       | ۲      |
| بنی یاس             | لیگ امارات متحده عربی  | ۲۰۲۰–۲۰۱۹           | ۱      |
| مجموع بنی یاس       | مجموع بنی یاس          | مجموع بنی یاس       | ۱      |
| فولاد               | لیگ برتر               | ۲۰۲۰–۲۰۱۹           | ۰      |
| فولاد               | لیگ برتر               | ۲۰۲۱–۲۰۲۰           | ۳      |
| فولاد               | لیگ برتر               | ۲۰۲۲–۲۰۲۱           | ۳      |
| مجموع فولاد         | مجموع فولاد            | مجموع فولاد         | ۶      |
| مجموع آمار          | مجموع آمار             | مجموع آمار          | ۴۵     |

توضیح: این آمار فقط مربوط به بازی‌های انجام شده در لیگ یا پلی‌اف آن است و پاس گل‌های سایر رقابت‌ها نظیر جام حذفی، سوپر جام یا رقابت‌های قاره‌ای در آن منظور نشده

### ملی
به‌روز شده در: ۲۴ فوریه ۲۰۱۹
| تیم ملی       | سال   | بازی | گل |
| ------------- | ----- | ---- | -- |
| آفریقای جنوبی |       |      |    |
| ۲۰۱۳          | ۲     | ۰    |    |
| ۲۰۱۴          | ۳     | ۱    |    |
| ۲۰۱۵          | ۵     | ۱    |    |
| ۲۰۱۶          | ۲     | ۱    |    |
| مجموع         | مجموع | ۱۲   | ۳  |

### گل‌های ملی
| شماره | تاریخ         | مکان                                       | حریف     | گل  | نتیجه پایانی | رقابت        |
| ----- | ------------- | ------------------------------------------ | -------- | --- | ------------ | ------------ |
| ۱.    | ۲۶ مه ۲۰۱۴    | ورزشگاه استرالیا، سیدنی، استرالیا          | استرالیا | ۱–۰ | ۱–۱          | بازی دوستانه |
| ۲.    | ۱۶ ژوئن ۲۰۱۵  | ورزشگاه کیپ تاون، کیپ‌تاون، آفریقای جنوبی   | آنگولا   | ۲–۱ | ۲–۱          | بازی دوستانه |
| ۳.    | ۱۱ اکتبر ۲۰۱۶ | ورزشگاه موسی مابیدا، دوربان، آفریقای جنوبی | غنا      | ۱–۱ | ۱–۱          | بازی دوستانه |

## افتخارات
لوکرن
- قهرمانی جام حذفی بلژیک: ۱۲–۲۰۱۱ و ۱۴–۲۰۱۳
- نائب قهرمانی سوپر جام بلژیک: ۱۳–۲۰۱۲ و ۱۵–۲۰۱۴

کیپ‌تاون سیتی
- قهرمانی جام ام‌تی‌ان ۸: ۲۰۱۸
- نائب قهرمانی جام ام‌تی‌ان ۸: ۲۰۱۷

فولاد
• قهرمانی جام حذفی ایران: ۱۴۰۰–۱۳۹۹
• قهرمانی سوپرجام ایران: ۱۴۰۰

### فردی
- بهترین هافبک نفوذی سال ۱۳۹۷ لیگ ایران در نوروز فوتبالی به همراه استقلال[۵۳]